# Gérard Daucourt
Gérard Antoine Léopold Daucourt (ur. 29 kwietnia 1941 w Delémont) – francuski duchowny katolicki, biskup Nanterre w latach 2002-2013.

## Życiorys
Święcenia kapłańskie otrzymał 26 czerwca 1966. Był m.in. delegatem biskupim ds. ekumenizmu (1977-1983), a także pracownikiem Papieskiej Rady ds. Popierania Jedności Chrześcijan.
1 lutego 1991 papież Jan Paweł II mianował go biskupem koadiutorem diecezji Troyes. Sakry biskupiej udzielił mu 14 kwietnia 1991 ówczesny arcybiskup Besançon - Lucien Daloz. Pełnię rządów w diecezji objął 4 kwietnia 1992 po przejściu na emeryturę poprzednika.
2 lipca 1998 został mianowany biskupem ordynariuszem Orleanu. 
18 czerwca 2002 został przeniesiony na urząd biskupa diecezjalnego Nanterre. Z funkcji tej złożył rezygnację, która została przyjęta 14 listopada 2013.